# Sept entrées de Kamakura

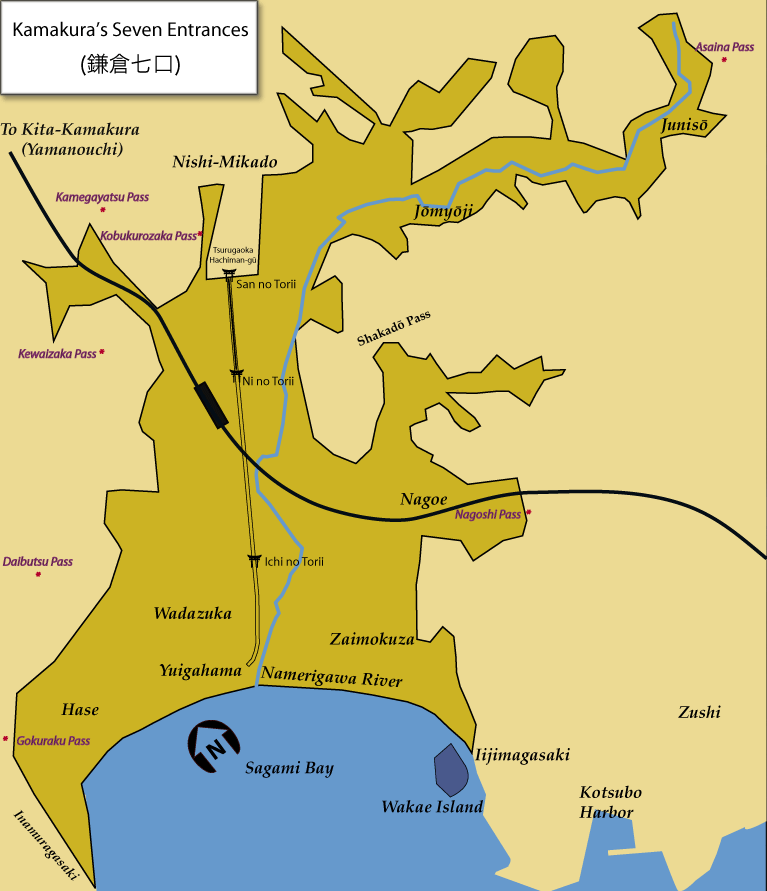
Plan de Kamakura avec les sept entrées

La ville de Kamakura au Japon, est enfermée sur trois côtés par des collines très escarpées et sur le quatrième par la mer : avant la construction de plusieurs tunnels et routes modernes, ce qu'on appelle les sept entrées de Kamakura (鎌倉七口, Kamakura nana-kuchi, ou nana-guchi), ou sept cols (七切り通し, Nana-kiridoshi), tous artificiels, sont ses principaux liens avec le reste du monde. La ville est donc une forteresse naturelle et, selon l'Azuma Kagami, elle est choisie par Minamoto no Yoritomo comme base spécifiquement pour cette raison. Le nom lui-même semble avoir été calqué sur celui des « sept entrées de Kyoto » (京の七口) - parfois traduites par les sept « bouches » - qui apparaît en premier dans la littérature du milieu de l'époque Muromachi (vers 1450). Avec les autres noms « numérotés » comme les « dix puits de Kamakura » et les « dix ponts de Kamakura », les modernes « sept entrées » sont une invention de l'époque d'Edo, probablement créée pour stimuler le tourisme. L'Azuma Kagami les appelle simplement -zaka : Kobukurozaka, Daibutsuzaka, Gokurakuzaka, etc. Il faut aussi noter que, outre ces sept entrées, il y a toujours d'autres routes de montagne qui relient Kamakura avec, par exemple, Kotsubo et Shichirigahama. Il y en a une par exemple qui relie le Kaizō-ji à Ōgigayatsu avec la gare de Kita-Kamakura. Les « sept entrées » sont tout simplement les plus importantes et les plus pratiques.
Tout en étant économiquement vitaux, car ils permettent le trafic vers et depuis le monde extérieur, les sept cols ont aussi une grande valeur militaire, et en tant que tels, sont fortifiés de diverses manières, par exemple en les rétrécissant jusqu'à ce qu'un cheval puisse à peine les traverser, et en obstruant la vue des arrivants. Les routes sont également modifiées en ajoutant des falaises artificielles et des forts à partir desquels les archers peuvent frapper les ennemis qui passent en dessous.

## Les sept entrées

### Col Asaina

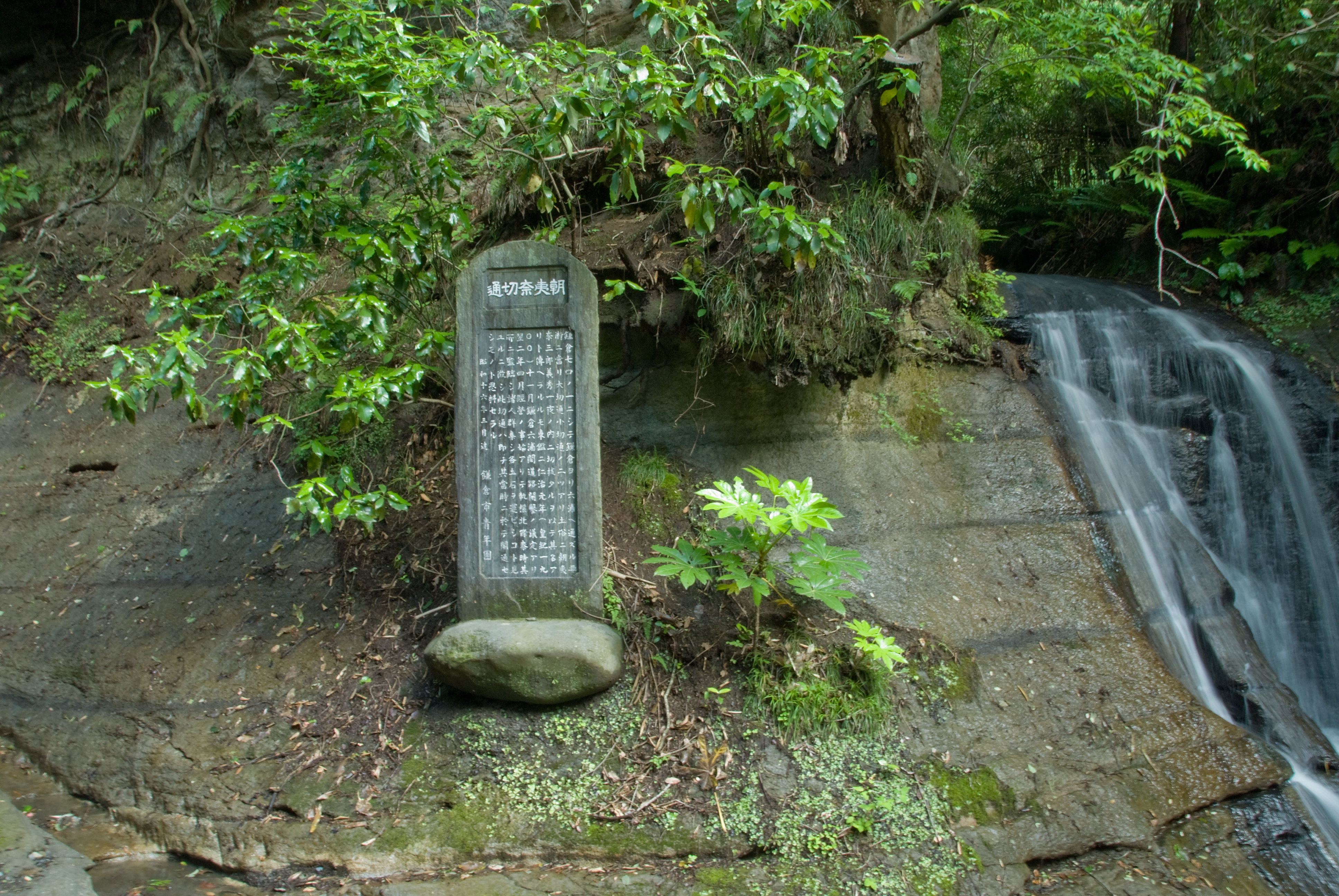
Cascade de Saburō à l'entrée du col d'Asaina

Aussi connu sous le nom Mutsuurakuchi (六浦口) et habituellement appelé col d'Asahina (朝比奈切通), le col d'Asaina (朝夷奈切通) relie Kanazawa (à présent partie de la ville de Yokohama) à Kamakura, tout en assurant la protection de son flanc oriental. L'Azuma Kagami rapporte que la  décision de relier la ville de Kanazawa est prise en 1240 par le shikken Hōjō Yasutoki. Son nom semble provenir de la légende selon laquelle le héros surhumain Asahina (ou Asaina) Saburō Yoshihide (personnage historique et troisième fils de Wada Yoshimori) la construit lui-même en une nuit. Les chutes près de l'entrée de Kamakura vers le col, la cascade de Saburō (三郎滝), sont également nommées d'après lui. L'ensemble du col est déclaré « monument historique ».
La plaque sur le côté Yokohama du col porte l'inscription :

« Monument historique - col d'Asaina (5 juin, 1969)

En 1240, le shogunat Kamakura commande des travaux afin d'améliorer les communications entre la ville et le centre important de Mutsuura, et la construction débute en avril de l'année suivante. Le shikken Hōjō Yasutoki lui-même dirige les travaux et porte des pierres et de la terre avec son cheval pour les accélérer. Mutsuura est alors un centre de production de sel et un important port pour la distribution des biens, non seulement vers et à partir des centres de Kantō comme Awa, Kazusa et Shimosa, mais aussi la Corée et la Chine.
Les marchandises en provenance de divers endroits arrivent ici par bateau et entrent dans Kamakura par ce col, ce qui fait de Mutsuura un lieu d'une grande importance politique et économique. Des deux côtés du col sont encore visibles les vestiges des fortifications (falaises artificielles et zones plates) construites pour le défendre.
Au sud de la frontière avec Kamakura se trouve le Kumano-jinja, bâti pour protéger la funeste direction nord-est de la ville. C'est le plus raide des sept cols de Kamakura.
L'Association de voyage international de Yokohama

Comité d'éducation, département des biens culturels de Yokohama, mars 1990 »

L'inscription sur la stèle du côté Kamakura du col, près des chutes de Saburō, possède un contenu très similaire.

### Col de Daibutsu
Au-dessus de l'actuel tunnel de Daibutsu, le col de Daibutsu (大仏切通) traverse les localités de Kajiwara et Yamazaki pour relier Kamakura à Fujisawa. Sa date de construction est inconnue, et l'Azuma Kagami ne le mentionne pas. Un passage du Shinpen Kamakurashi semble indiquer qu'il existait en 1181, mais c'est probablement une erreur. Réparé à plusieurs reprises au cours de la période allant de l'époque d'Edo à l'ère Meiji, il est déclaré « monument historique ».

### Col de Gokuraku

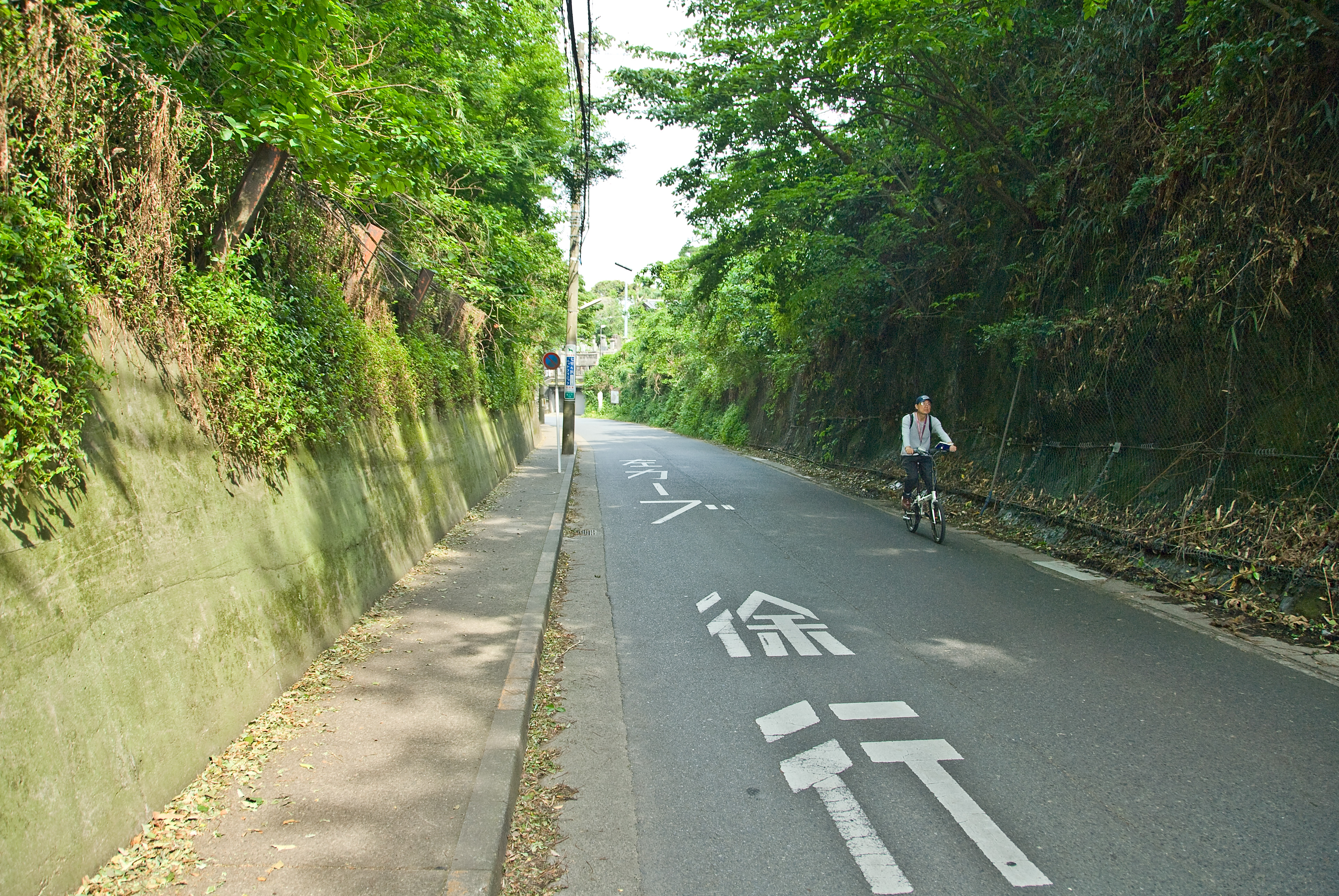
Col de Gokuraku, où l'armée de Nitta Yoshisada est défaite

Le col de Gokuraku (極楽寺切通) est une section de la route qui, à partir de la plage de Yuigahama, passe devant les portes du Gokuraku-ji, retourne à la mer après le cap d'Inamuragasaki, puis passe à Shichirigahama, Koshigoe et Katase pour finalement rejoindre la fameuse route Tōkaidō. Selon la tradition, le col est ouvert par Ninshō (1217–1303), le fondateur du Gokuraku-ji Ce col, choisi par Nitta Yoshisada pour son attaque sur Kamakura en 1333, est donc témoin de féroces combats.
La stèle installée sur le col porte l'inscription :

« Cet endroit était une colline mais Ninshō, le fondateur du Gokuraku-ji, l'a arasé et ouvert cette route. Ce qu'on appelle le col de Gokuraku-ji est cette route. Quand en 1333 Nitta Yoshisada attaque Kamakura, les shoguns de l'armée Ōdate Muneuji et Eda Yukiyoshi avancent avec leurs forces sur cette route et affrontent ici les forces de Kamakura commandées par Osaragi Sadanao. C'est l'endroit où ils ont campé et se sont battus. »

### Col de Kamegayatsu

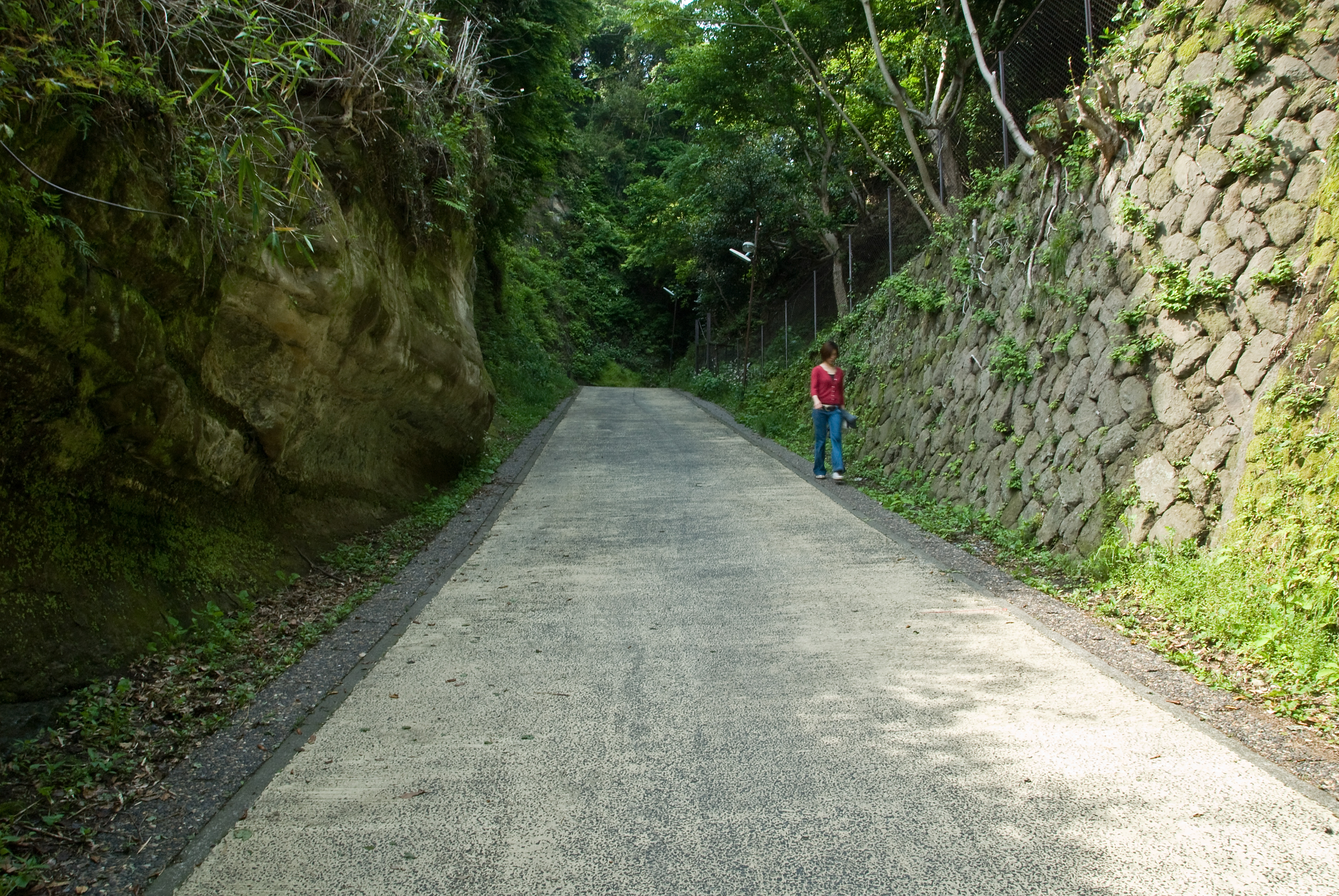
Côté Kamakura du col de Kamegayatsu

Le nom du col de Kamegayatsu (亀ケ谷坂) apparaît pour la première fois dans l'Azuma Kagami en 1180. Le col de Kamegayatsu relie la zone  d'Ōgigayatsu (nord-ouest de la gare de Kamakura d'aujourd'hui) au Chōju-ji à Yamanouchi (Kita-Kamakura), près du Kenchō-ji. Son nom vient du fait qu'il est si raide qu'une tortue ne serait pas en mesure de le monter sans se retourner. Il est déclaré monument historique.

### Col de Kewaizaka
Extrêmement important du point de vue militaire, le col de Kewaizaka (仮粧坂) mène à Fujisawa, puis la route se dirige vers la province de Musashi (la zone qui entoure les modernes villes de Fuchū et Kokubunji). En raison de sa position stratégique, c'est là que les forces de Nitta Yoshisada conduisent leur principale attaque sur la ville. Le col est témoin d'autres combats à plusieurs occasions. Il est en conséquence classé « monument historique ».
La stèle du côté de Kamakura porte l'inscription :

« Le nom du col Kewaizaka peut être écrit avec les caractères 化粧坂 ou 形勢坂. Selon une théorie, le nom vient du fait qu'une fois que le shogun du clan Taira a été capturé, du maquillage a été appliqué à sa tête coupée pour la rendre plus facile à reconnaître. Selon une autre, le nom est né car une prostituée avait sa maison au bas de la pente. En tout cas, dans l'Azuma Kagami, le nom n'apparaît jamais. Ce col, l'une des sept entrées de Kamakura, était important pour la défense de la ville. À partir de l'invasion de Nitta Yoshisada en 1333, il a vu des combats à plusieurs reprises. »

### Col de Kobukurozaka
Le nom col de Kobukurozaka (巨福呂坂 ou 小袋坂) apparaît pour la première fois dans l'Azuma Kagami en 1235. L'ancienne route qui traverse le col, qui de Tsurugaoka Hachiman-gu quitte la route moderne pour Yamanouchi (Kita-Kamakura), passe en dessous et le rejoint avant d'arriver au Kenchō-ji, est construite par les shikken Hōjō. La route moderne est construite au cours de l'ère Meiji. Selon le Taiheiki, c'est l'un des cols à travers lesquels Nitta Yoshisada tente de pénétrer dans Kamakura en 1333. Le col est déclaré « monument historique ».

### Col de Nagoshi

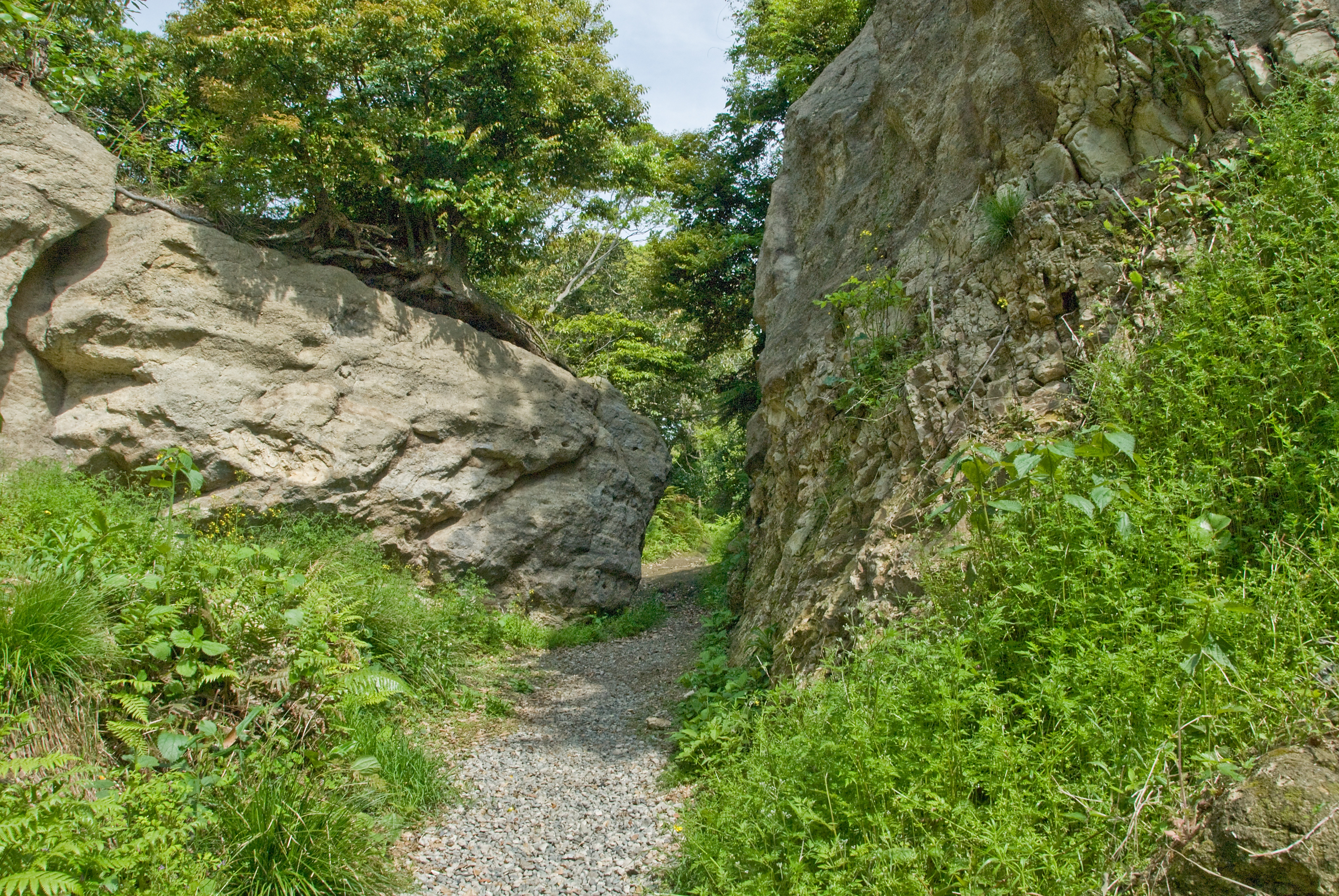
Col de Nagoshi, important parce qu'il relie Kamakura à la péninsule de Miura, fait moins de 2 m de large

Le col de Nagoshi (名越切通) est extrêmement important car il relie la ville à la péninsule de Miura. Très raide et de moins de deux mètres de large, son nom est écrit avec les caractères 难通 (« difficile à passer ») pour cette raison. Le nom de la zone qui l'entoure est maintenant écrit avec les mêmes caractères (名越), mais est appelé Nagoe. Le col est déclaré « monument historique ».
La plaque sur le côté Kamakura porte l'inscription :

« Une fois que le shogunat de Kamakura a été créé, afin de permettre le commerce en temps de paix et de défense en cas de guerre, il a ouvert sept cols. Le col de Nagoshi reste proche de sa forme originale. Sur le côté Zushi, à plusieurs endroits le long de la route, sont encore visibles les restes de falaises artificielles ajoutées pour compléter la géographie naturelle du lieu et assurer une défense facile. »

— Mars 1981, Comité de Kanagawa pour l'éducation

### État actuel des sept entrées
Le col de Kobukurozaka aujourd'hui est une large route moderne qui relie Kamakura à Kita-Kamakura et il ne reste que des traces de l'ancien col. Le col  de Gokuraku est également une route de nos jours. Les cols de Daibutsu, Nagoshi et Asahinas sont plus ou moins tels qu'ils étaient avant l'ère Meiji tandis que les cols de Kewaizaka et Kamegayatsu ont changé mais sont encore reconnaissables.

### Col de Shakadō

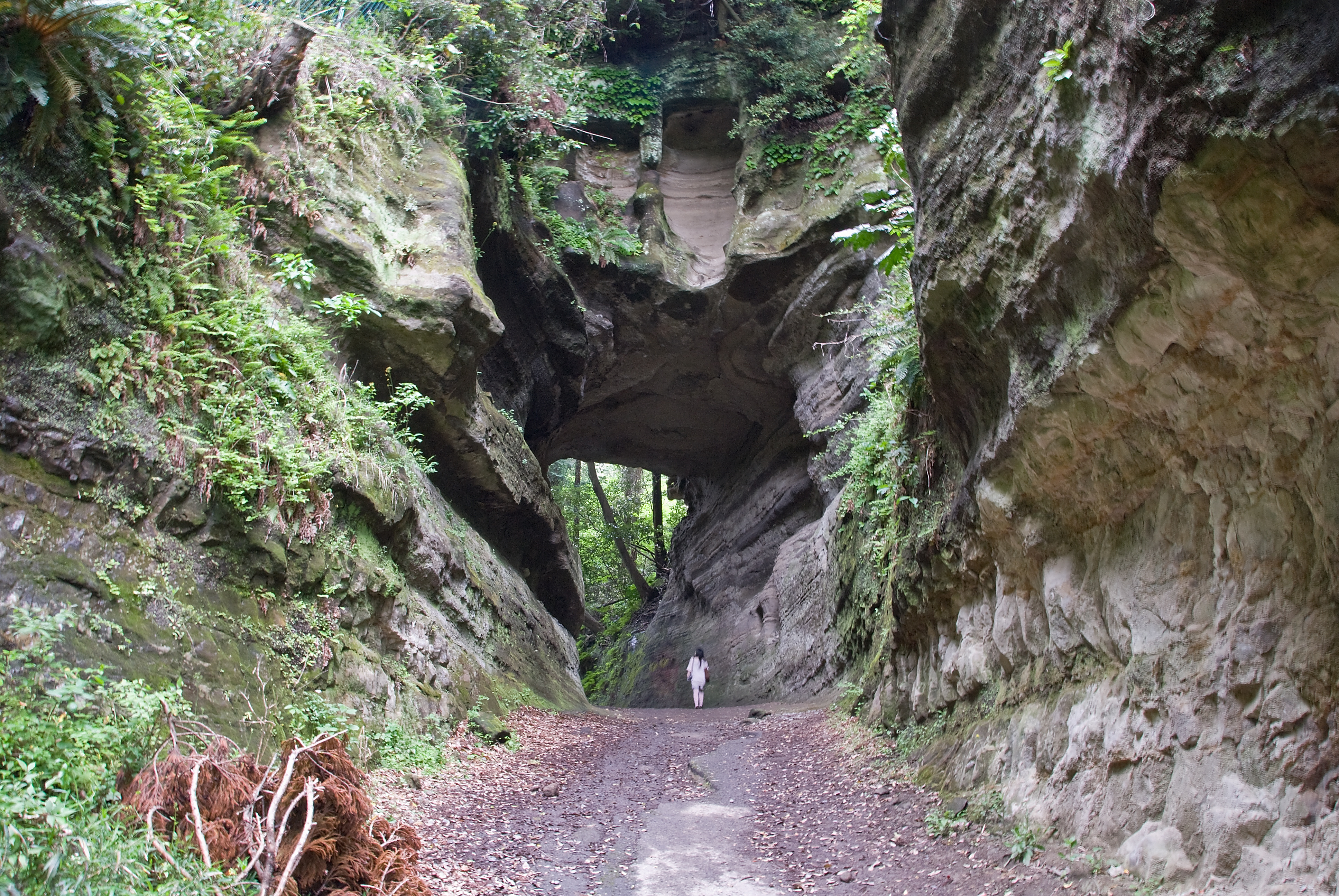
Côté Ōmachi du majestueux col de Shakadō

Outre les sept entrées, il existe un autre col dans la ville, l'énorme col de Shakadō (釈迦堂切通) qui relie Shakadōgayatsu aux arrondissements d'Ōmachi et Nagoe (anciennement appelé Nagoshi). Bien qu'il soit important, il n'est pas considéré comme l'une des sept entrées car il relie deux zones toutes deux entièrement situées dans Kamakura même.
Le col est actuellement fermé à la circulation en raison du danger posé par les chutes de pierres.